# 斯图尔特·格雷 (1960年)
史超活·格雷（英語：Stuart Gray，1960年4月19日—），英格蘭職業足球員，退役後擔任教練工作，長期追隨（Dave Jones）擔任其左右手，兩人先後在、狼隊和錫周三合作，曾接手執教英冠球會錫周三，但於上任18個月後被撤除職務。

## 生平
2015年12月8日，史超活·格雷獲英冠球會富咸委任擔當高級教練帶領一隊，史堤夫·韋格利（Steve Wigley）出任副手。

## 外部連結
- 足球資料庫：史超活·格雷的領隊統計數據